# یوگنی ماتویف
یوگنی سمیونوویچ ماتویف (روسی: Евгений Семёнович Матвеев؛ ۸ مارس ۱۹۲۲ – ۱ ژوئن ۲۰۰۳) بازیگر، کارگردان فیلم و فیلم‌نامه‌نویس اهل اتحاد جماهیر شوروی سوسیالیستی بود.
از فیلم‌ها یا برنامه‌های تلویزیونی که وی در آن نقش داشته‌است، می‌توان به رستاخیز، سربازان آزادی و سرنوشت اشاره کرد.
وی همچنین برندهٔ جوایزی همچون مدال «برای دفاع از کی‌یف»، نشان انقلاب اکتبر، هنرمند مردمی جمهوری شوروی فدراتیو سوسیالیستی روسیه، جایزه هنرمند مردمی اتحاد جماهیر شوروی، جایزه دولتی برادران واسیلیف، نشان لنین، نشان لیاقت میهن‌پرستی، هنرمند شایسته فدراسیون روسیه و جایزه دولتی اتحاد شوروی شده‌است.